# Canada ved vinter-OL 1952
Canada deltog ved Vinter-OL 1952 i Oslo med 39 sportsudøvere, 31 mænd og otte kvinder. De deltog i seks forskellige sportsgrene, og deres resultater betød, at Canada blev sjettebedste nation ved at vinde en guld- og en bronzemedalje. Canadas flagbærer var Gordon Audley.
Canada har deltaget i alle afholdte Olympiske vinterlege.

## Medaljer
| 1952 Oslo | Guld | Sølv | Bronze | Total |
| Canada    | 1    | 0    | 1      | 2     |

## Medaljevindere
De canadiske medaljevindere var:
| Canada ved vinter-OL 1952 i Oslo | Canada ved vinter-OL 1952 i Oslo | Canada ved vinter-OL 1952 i Oslo | Canada ved vinter-OL 1952 i Oslo | Canada ved vinter-OL 1952 i Oslo                                             |
| Medaljer                         | Deltager | Sport                            | Øvelse                           | Resultater                                                                   |
| -------------------------------- | --- | -------------------------------- | -------------------------------- | ---------------------------------------------------------------------------- |
| Guld                             | George Abel John Davies Billie Dawe Robert Dickson Donald Gauf William Gibson Ralph Hansch Robert Meyers David Miller Eric Paterson Thomas Pollock Alan Purvis Gordon Robertson Louis Secco Francis Sullivan Robert Watt | Ishockey                         | Ishockey                         | Canada: 15-1 GER 13-3 FIN 11-0 POL 4-1 TCH 11-2 SUI 3-2 SWE 11-2 NOR 3-3 USA |
| Bronze                           | Gordon Audley | Skøjter                          | 500 meter, mænd                  | 44,0 sek                                                                     |